# 1998-as Formula–1 olasz nagydíj
Az olasz nagydíj volt az 1998-as Formula–1 világbajnokság tizennegyedik futama.

## Futam
| Helyezés | #  | Versenyző             | Csapat/Motor        | Futott körök | Idő/Kiesés oka | Rajthely | Pontszám |
| -------- | -- | --------------------- | ------------------- | ------------ | -------------- | -------- | -------- |
| 1        | 3  | Michael Schumacher    | Ferrari             | 53           | 1'17:10,3      | 1        | 10       |
| 2        | 4  | Eddie Irvine          | Ferrari             | 53           | +37,977        | 5        | 6        |
| 3        | 10 | Ralf Schumacher       | Jordan-Mugen-Honda  | 53           | +41,152        | 6        | 4        |
| 4        | 8  | Mika Häkkinen         | McLaren-Mercedes    | 53           | +55,671        | 3        | 3        |
| 5        | 14 | Jean Alesi            | Sauber-Petronas     | 53           | +1:01,872      | 8        | 2        |
| 6        | 9  | Damon Hill            | Jordan-Mugen-Honda  | 53           | +1:06,688      | 14       | 1        |
| 7        | 2  | Heinz-Harald Frentzen | Williams-Mecachrome | 52           | +1 kör         | 12       |          |
| 8        | 5  | Giancarlo Fisichella  | Benetton-Playlife   | 52           | +1 kör         | 11       |          |
| 9        | 21 | Takagi Toranoszuke    | Tyrrell-Ford        | 52           | +1 kör         | 19       |          |
| 10       | 18 | Rubens Barrichello    | Stewart-Ford        | 52           | +1 kör         | 13       |          |
| 11       | 23 | Esteban Tuero         | Minardi-Ford        | 51           | +2 kör         | 22       |          |
| 12       | 20 | Ricardo Rosset        | Tyrrell-Ford        | 51           | +2 kör         | 18       |          |
| 13       | 12 | Jarno Trulli          | Prost-Peugeot       | 50           | +3 kör         | 10       |          |
| Kiesett  | 19 | Jos Verstappen        | Stewart-Ford        | 39           | Váltó          | 17       |          |
| Kiesett  | 1  | Jacques Villeneuve    | Williams-Mecachrome | 37           | Kicsúszás      | 2        |          |
| Kiesett  | 17 | Mika Salo             | Arrows              | 32           | Gázadagoló     | 16       |          |
| Kiesett  | 6  | Alexander Wurz        | Benetton-Playlife   | 24           | Váltó          | 7        |          |
| Kiesett  | 7  | David Coulthard       | McLaren-Mercedes    | 16           | Motorhiba      | 4        |          |
| Kiesett  | 11 | Olivier Panis         | Prost-Peugeot       | 15           | Rázkódás       | 9        |          |
| Kiesett  | 22 | Nakano Sindzsi        | Minardi-Ford        | 13           | Motorhiba      | 21       |          |
| Kiesett  | 15 | Johnny Herbert        | Sauber-Petronas     | 12           | Kicsúszás      | 15       |          |
| Kiesett  | 16 | Pedro Diniz           | Arrows              | 10           | Kicsúszás      | 20       |          |

## A világbajnokság élmezőnyének állása a verseny után
| H  | Versenyzők         | Pont | H  | Konstruktőrök       | Pont |
| -- | ------------------ | ---- | -- | ------------------- | ---- |
| 1. | Mika Häkkinen      | 80   | 1. | McLaren-Mercedes    | 128  |
| 2. | Michael Schumacher | 80   | 2. | Ferrari             | 118  |
| 3. | David Coulthard    | 48   | 3. | Williams-Mecachrome | 33   |
| 4. | Eddie Irvine       | 38   | 4. | Benetton-Playlife   | 32   |
| 5. | Jacques Villeneuve | 20   | 5. | Jordan-Mugen-Honda  | 31   |

## Statisztikák
Vezető helyen:
- Mika Häkkinen: 10 (1-7 / 32-34)
- David Coulthard: 9 (8-16)
- Michael Schumacher: 34 (17-31 / 35-53)

Michael Schumacher 33. győzelme, 18. pole-pozíciója, Mika Häkkinen 6. leggyorsabb köre.
- Ferrari 119. győzelme.